# Шайба (хокеен стадион)
 Тази статия е за хокейния стадион с името „Шайба“.  За пластмасовия или гумен диск, използван при игра на хокей на лед вижте Шайба (хокей на лед).  
„Шайба“ е стадион за хокей на лед в Сочи, построен за Двадесет и вторите зимни олимпийски игри през 2014 г. и параолимпийските игри същата година.
Капацитетът му е 7000 души. Стадионът е преместваем – може да бъде разглобен и сглобен на друго място.

## Състезания
- Младежко световно първенство по хокей на лед – 18-28 април 2013 г. [2]
- Хокей на лед на зимните олимпийски игри 2014 – 8-23 февруари 2014 г.
- Хокей на лед на зимните параолимпийски игри 2014 – 7-16 март 2014 г.